# Gabriele Faerno
Gabriele Faerno (Cremona, 1510 – Roma, novembre 1561) è stato un umanista e scrittore italiano.

## Biografia
Gabriele Faerno studiò come notaio a Cremona, ed entrò al servizio di Ermes Stampa, con cui si recò nel 1538 a Barcellona. Grazie alla protezioni del cardinale Francesco Sfondrati e di Giovanni Angelo Medici (Pio IV), divenne, al più tardi nel 1548, correttore alla biblioteca vaticana, dove lavorò per il cardinale Marcello Cervini (Marcello II).

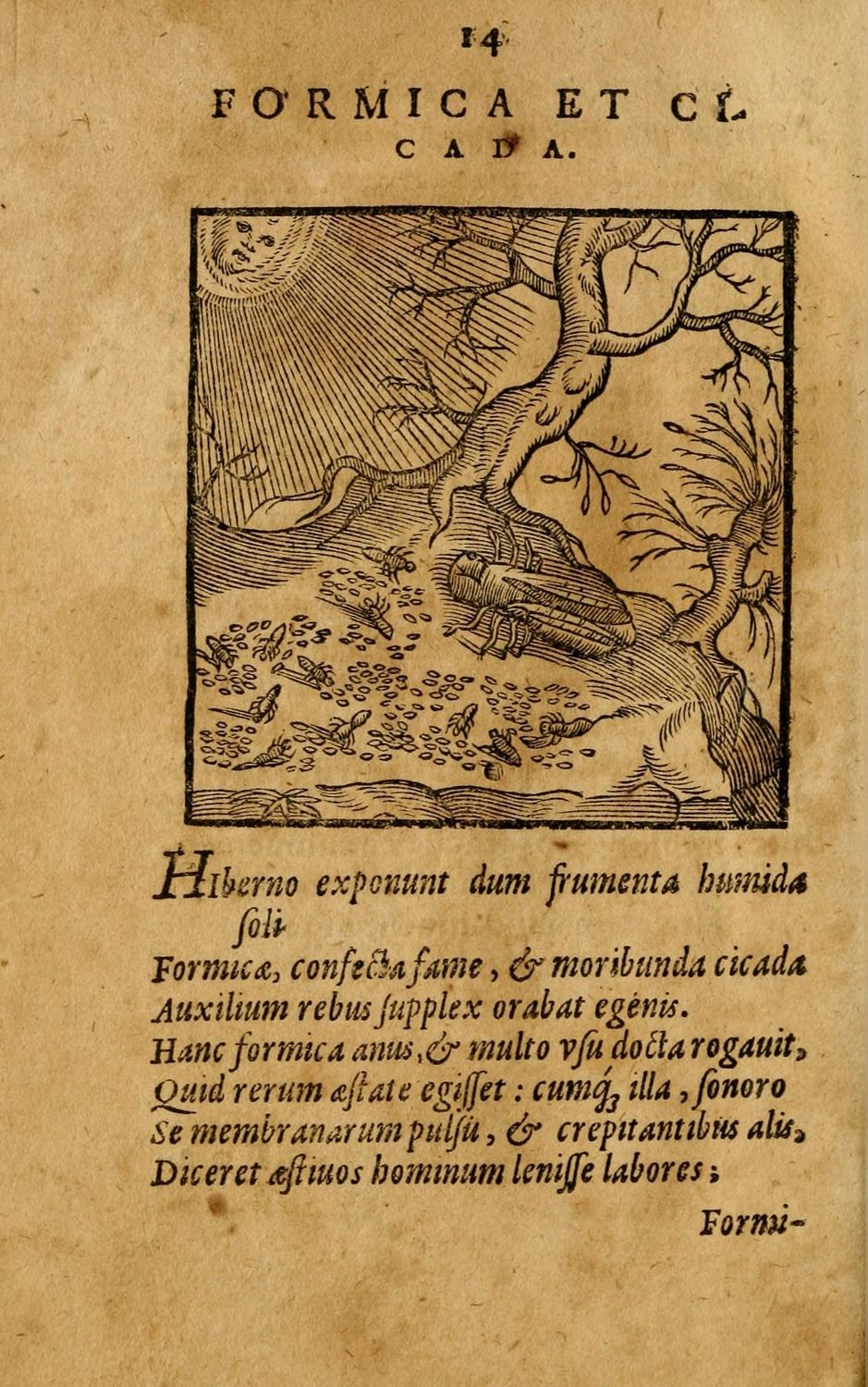
Pagina con la poesia Formica et cicada

Si specializzò nello studio e nell'édizione dei classici latini. È morto prima di averpubblicato alcune delle sue edizioni, alcune delle quali sono apparse postume: le Filippiche di Cicerone sono state pubblicate a Roma nel 1569, e le commedie di Terenzio lo stesso anno a Firenze dal suo amico Piero Vettori.
Gabriele Faerno ha anche scritto delle poesie in latino, le più importanti delle quali sono le Fabulae centum ex antiquis auctoribus delectae et a Gabriele Faerno Cremonensi carminibus explicatae, pubblicate a Roma nel 1563 da Silvio Antoniano presso lo stampatore Vincenzo Luchino.
Questa raccolta fu tradotta in versi francesi da Charles Perrault e stampata a Parigi nel 1699 da Jean-Baptiste Coignard.

## Opere
- Fabulae centum, ex antiquis auctoribus delectae et a Gabriele Faerno, cremonensi carminibus explicatae, Romae, Vincentius Luchinus, excudebat 1564, in-4°
- P. Terentii comoediae. Ex uetustissimis libris & uersuum ratione a Gabriele Faerno emendatae. In eas comoedias emendationum libri VI. Item de uersibus comiici liber I. Fragmentum Eographii interpretis in easdem fabulas, Florentiae, apud Iuntas [Impressum Florentiæ, apud heredes Bernardi Iuntæ], 1565, in-8°.